# Cephalocarida
Cephalocarida är en liten grupp små och primitivt byggda kräftdjur som upptäcktes så sent som på 1950-talet. Man känner till 12 arter, samtliga  bentiska. De är vetenskapligt intressanta inom kräftdjurssystematiken på grund av sina ålderdomliga drag.

## Byggnad
Cephalocariderna är 2-4 mm långa och har ett stort huvud och en långsmal kropp. Huvudets bakre kant täcker första mellankroppssegmentet. Mellankroppen (thorax) består av 10 segment med extremiteter. De första 7 benparen är platta och används dels för förflyttning, dels för näringsupptag (se nedan). Bakkroppen saknar extremiteter. Sista bakkroppssegmentet slutar med två långa svansbihang, som bildar en gaffel.
Djuren saknar ögon, vilket kan bero på att de lever i slam på havsbotten. Munnen är placerad framför det andra antennparet till skillnad mot alla andra kräftdjur, och försedd med mandibler. Första paret maxiller är små, och andra paret liknar de följande paren thoracala benparen, vilket anses som en primitiv karaktär. 
Cephalocariderna är hermafroditer och lägger 1-2 stora, gulerika ägg samtidigt. Larven är vid kläckningen utvecklad och kallas metanauplius; naupliuslarv förekommer inte. Efter 12-18 hudömsningar är djuret fullvuxet.

## Levnadssätt och förekomst
Cephalocariderna hittas i havet på alla djup ned till 1500 m. De är bottenlevande och förekommer i alla slags sediment. De lever på detritus. För att ta in födopartiklar alstrar de en vattenström med hjälp av de thorakal benparen på samma sätt som bladfotingar och högre kräftdjur. Födopartiklarna hamnar i en ventral fåra som leder till mundelarna.

## Systematik
Klassen Cephalocarida  uppställdes 1955 av Howard L. Sanders  Den först upptäckta arten fick namnet Hutchinsoniella macracantha.
De 12 arterna fördelas på 5 släkten, som vanligen anses tillhöra samma familj, Hutchinsoniellidae.
Cephalocariderna anses som mycket primitiva kräftdjur. De har placerats som systergrupp till alla andra kräftdjur förutom Remipedia. Det finns dock olika teorier om detta.
Inga fossila cephalocarider är kända.